# حصيات القناة الصفراوية المشتركة
حصيات القناة الصفراوية المشتركة، والمعروفة أيضًا باسم تحصي القناة الصفراوية المشتركة، هي وجود حصيات في القناة الصفراوية المشتركة (CBD). يمكن أن تسبب هذه الحالة اليرقان وتلف خلايا الكبد. تشمل العلاجات استئصال الحصيات من القناة الصفراوية المشتركة وتصوير البنكرياس والأقنية الصفراوية بالتنظير (ERCP).

## العلامات والأعراض
عادة ما تكون علامة مورفي سلبية عند الفحص الجسمي في تحصي القناة الصفراوية المشتركة، مما يساعد على تمييزه عن التهاب المرارة. يُعد اليرقان في الجلد أو العين نتيجة جسدية مهمة في تشخيص انسداد القنوات الصفراوية.إذا تزامنت الأعراض المذكورة أعلاه مع الحمى والقشعريرة، فيمكن أيضًا النظر في تشخيص التهاب الأقنية الصفراوية الصاعد.
أكثر من 70٪ من المصابين بحصوات المرارة لا تظهر عليهم أعراض ويتم تشخيصهم بالمصادفة أثناء التصوير بالموجات فوق الصوتية. أظهرت الدراسات أن 10٪ من المصابين بحصوات المرارة تظهر عليهم الأعراض في غضون 5 سنوات من التشخيص، و 20٪ في غضون 20 عامًا.

## الأسباب
يمكن أن تمر الحصيات بشكل متكرر عبر القناة الصفراوية المشتركة إلى الاثني عشر، ولكن قد يكون بعضها كبير جدًا بحيث لا يمكن أن تمر عبر القناة الصفراوية المشتركة وقد تسبب انسدادًا. أحد عوامل الخطر لهذا هو رتج الاثني عشر.

## الفيزيولوجيا المرضية
قد يؤدي هذا الانسداد إلى اليرقان وارتفاع الفوسفاتاز القلوي وزيادة البيليروبين المترافق في الدم وزيادة نسبة الكوليسترول. يمكن أن يسبب أيضًا التهاب البنكرياس الحاد والتهاب الأقنية الصفراوية الصاعد.